# F-15 City War
F-15 City War is een Computerspel voor dat werd ontwikkel en uitgegeven door American Video Entertainment. Het spel kwam in 1990 uit voor het platform Nintendo Entertainment System. Het spel is een actiespel waarbij de speler met een vliegtuig kan vechten tegen tanks, helikopters, gunboats, raketten en grote eindbazen om de vijf levels. 
Het spel omvat twee perspectieven, te weten: 
- achter het vliegtuig in 3D
- boven het vliegtuig